# Apostolisch Genootschap

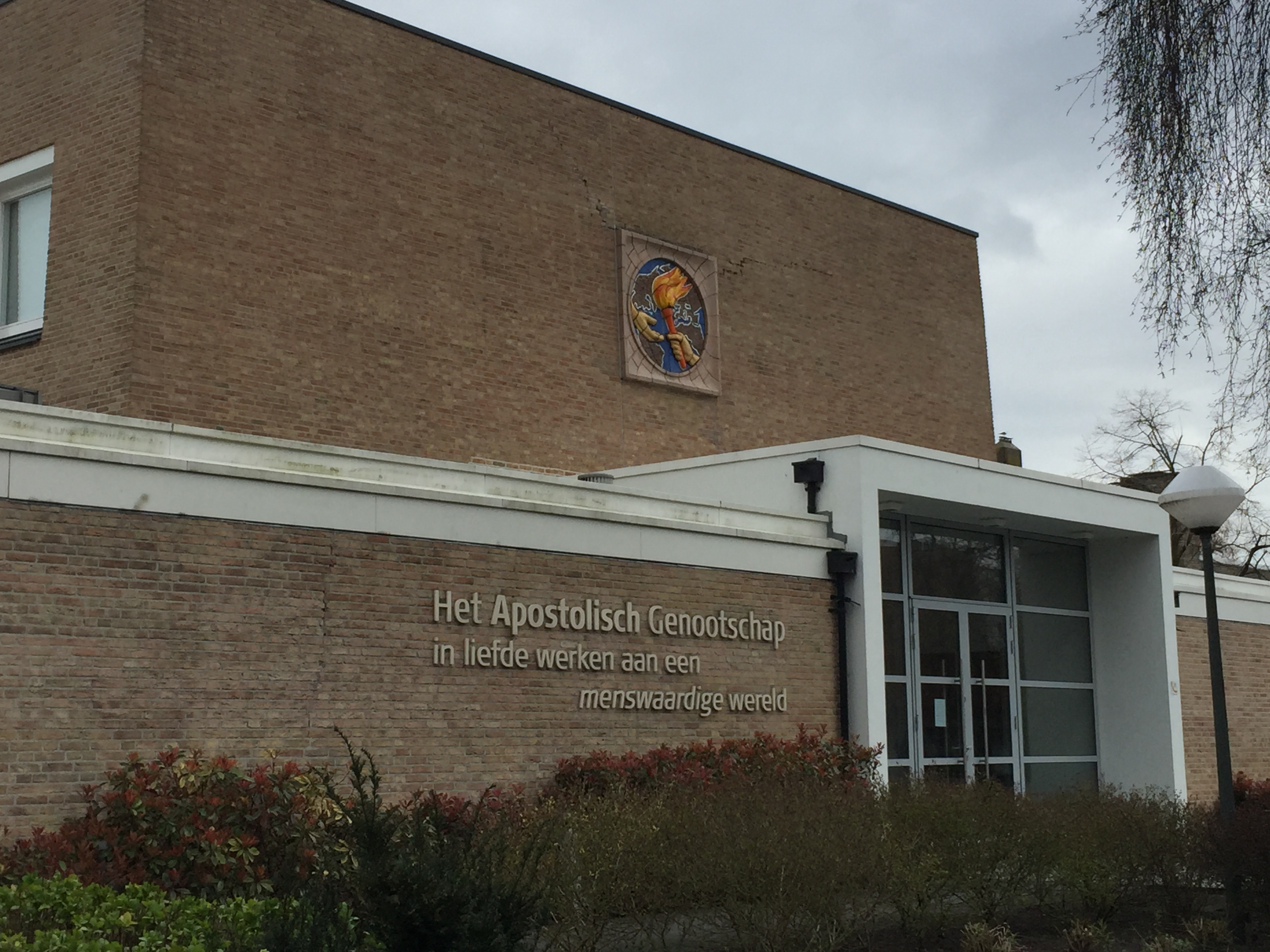
Apostolisch Genootschap in Leiden, Südholland (2020)

Die Apostolisch Genootschap (ApGen) ist eine religiös-humanistische Glaubensgemeinschaft, die 1947 aus der Neuapostolischen Kirche (NAK) entstanden ist. Sie zählt in den ca. 87 niederländischen und 5 ausländischen Gemeinden etwa 17.500 Mitglieder und ist in den Niederlanden die größte apostolische Gruppe.
In deutscher Literatur wird Genootschap häufig mit Genossenschaft übersetzt, die korrekte Übersetzung lautet jedoch Gesellschaft. Im Englischen wird „Het Apostolisch Genootschap“ als „The Apostolic Society“ bezeichnet.

## Entstehung
Die Apostolisch Genootschap ist offiziell am 28. Dezember 1951 aus der „Hersteld Apostolische Zendingkerk in de Eenheid der Apostelen“ (HAZEA) (dies war der Name der Neuapostolischen Kirche in den Niederlanden!) entstanden. Nach dem Tod des 1946 verstorbenen Apostels van Oosbree kam es zu Unstimmigkeiten über die Nachfolge. Der Apostel selbst hatte Lambertus Slok als seinen Nachfolger bestimmt, während die Kirchenhauptleitung der NAK in Deutschland unter Federführung von Stammapostel Johann Gottfried Bischoff den niederländischen Apostel J. Jochems einsetzte.
Die Mehrheit der Mitglieder (circa 25.000) folgte Lambertus Slok, der von ihnen als „wiedergekommener Christus“ bezeichnet wurde. Etwa 5.000 Mitglieder verblieben, wie alle Kirchengebäude und kirchlichen Aktiva bei Apostel Jochems und der NAK. Apostel Jochems verstarb 1947 und ihm folgte Apostel Gerrit Kamphuis nach, der 1955 infolge der neuapostolischen „Botschaftswirren“ wiederum die „Gemeente van Apostolische Christenen“ gründete, die seit 1956 zur Vereinigung Apostolischer Gemeinden gehört.

## Entwicklung
Seit ihrer Gründung hat sich die Apostolisch Genootschap stark gewandelt. Man begann als Kirchengemeinschaft mit einem äußerst zentralistischen Apostelamt, bei dem man „lebende Worte aus einem Mund Gottes suchte“. Seit 1978 hat es größere Reformen in der Apostolisch Genootschap gegeben. Sie wird seither als „Stiftung“ geführt. Auf Apostel Lambertus Slok folgte sein Sohn Jan L. Slok, der das Apostelamt relativierte und auf mehr Mitwirkung der anderen Ämter setzte. Im Juni 2001 folgte Dick Riemers als Apostel und Kirchenleiter. Seit Ostern 2011 war Bert Wiegman, ehemaliger medizinischer Direktor und Kinderkardiologen des Akademischen Medischen Zentrums Amsterdam, der Apostel und Kirchenleiter. Bert Wiegman ernannte zwei Nachfolger: Marten van der Wal und Nanda Ziere, die 2022 das Apostelamt übernahmen, jedoch die Bezeichnung „Apostel“ nicht mehr verwendeten, sondern sich „Erstverantwortliche Landesvorsteher“ nannten. Nanda Ziere ist in der Geschichte der Genootschap die erste Frau, die das Amt bekleidet.

## Lehre
In der kirchlichen Verkündigung steht das Wunder der Schöpfung im Mittelpunkt. Die Schöpfung wird dabei allerdings als andauernd und ständiger Prozess der Verwirklichung verstanden, der erfahren werden muss. Man bekennt keine göttliche Person als Kraft oder Schöpfer. Jeder Mensch ist aus seinem Bewusstsein heraus verantwortlich, dem Schöpfungsmysterium (Gott) Gestalt zu geben. Es gibt keine Jenseitserwartungen, himmlische Seligkeit oder ewiges Leben. Begriffe wie Sünde, Sündenfall und Erlösung durch Christus sind in den Hintergrund getreten. Aus diesem Grunde gibt es kein festes Glaubensbekenntnis und die Denkbilder bezeichnen nur eine vorläufige Vorstellung.